# Romava
Romava (deutsch Romau) ist eine Wüstung in Südost-Böhmen, Tschechien. Sie befindet sich acht Kilometer südwestlich von Staré Město pod Landštejnem (Altstadt) im Okres Jindřichův Hradec (Bezirk Neuhaus) direkt an der österreichisch-tschechischen Grenze. Der Ort war als ein Breitangerdorf angelegt. Die 442 ha umfassenden Fluren des Ortes wurden an Staré Město pod Landštejnem (Altstadt) angeschlossen. Romava gehört zum Ortsteil Veclov (Wetzlers) und bildet eine Grundsiedlungseinheit.

## Geographie
Der Ort lag in 441 m ü. M. am Romavský potok (Romaubach). Die Nachbarorte waren im Norden Staré Hutě (Althütten), im Nordosten Rajchéřov (Reichers), im Süden Radschin, südwestlich Reinberg-Dobersberg, im Westen Parten und Leopoldsdorf sowie Reingers im Nordwesten. Direkt am nordwestlichen Ortsrand lag der 4 ha große Romavský mlýnský rybník (Mühlteich). Romau war die südlichste Gemeinde des Bezirks.

## Geschichte
Die Ortschaft wird erstmals im Jahre 1375 unter dem Namen „Rabenau“ urkundlich erwähnt. In den Hussitenkriegen wird der Ort im Jahre 1420 niedergebrannt. Danach wird Romau im Jahre 1487 im Güterverzeichnis der Herrschaft als verödet angegeben. Der Ort verbleibt in diesem Zustand fast die nächsten 100 Jahre. Erst nachdem Romau im Jahre 1575 an die Herrschaft Neubistritz gekommen war, wurde der Ort wieder neu besiedelt. Die Siedler sprachen die "ui"-Mundart mit speziellen bairischen Kennwörtern, welche bis 1945 gesprochen wurde. Im Gegensatz jedoch zu den östlichen gelegenen Bezirken wurzelte diese Mundart im Nordbairischen, was darauf schließen lässt, dass die Siedler aus dem oberpfälzischen Raum stammten.
Während des Dreißigjährigen Krieges wurde Romau im Jahre 1619 von kaiserlichen Truppen geplündert. Im Jahre 1645 wurde der Ort von kaiserlichen Truppen und später von schwedischen Truppen unter Lennart Torstensson so schlimm verwüstet, dass er im Jahre 1654 abermals neu gegründet werden musste. Das neue Romau wurde am Nordhang des 639 m hohen Mühlberges gebaut. Seitdem ist die Namensform „Romau“ unverändert geblieben. Die Matriken des Ortes werden seit 1664 bei Neubistritz mitgeführt. Im Jahre 1880 wurde ein großer Teich mit 60 ha trockengelegt, da ein Damm schadhaft war. Eine Freiwillige Feuerwehr wurde im Jahre 1892 gegründet. Die Mühle wurde im Jahre 1900 zu einer Strickerei umgebaut. Der größte Teil der Romauer lebten von der Vieh- und Landwirtschaft. Neben verschiedenen Getreidesorten wurden auch Kartoffeln, Rüben und besonders Flachs angebaut. Wegen des Klimas und des Bodens war der Weinbau in diesem Gebiet nicht ertragbringend. Das Gemeindegebiet war weiters sehr reich an Wild (Hasen, Rehe, Rebhühner, Fasane und Wildenten). Das Flachs wurde in Heimarbeit aufbereitet, gesponnen und danach in einer Weberei weiterverarbeitet. Später wurde eine Maschinenstrickerei, ein Sägewerk und eine Mühle im Ort errichtet.
Nach dem Ersten Weltkrieg und dem Friedensvertrag von Saint Germain, 1919, wurde der Ort, dessen Bewohner im Jahre 1910 ausschließlich der deutschen Sprachgruppe angehörten, Bestandteil der neuen Tschechoslowakischen Republik.
In der Zwischenkriegszeit kam es durch Neubesetzung von Beamtenposten und neuen Siedlern zu einem vermehrten Zuzug von Personen tschechischer Nationalität. Im Jahre 1929 wurde ein Grenzwachhaus gebaut, welches ab 1939 als Kindergarten genutzt wurde. Nach dem Münchner Abkommen, 1938, kam der Ort an das Deutsche Reich und wurde ein Teil des Reichsgau Niederdonau. Im Jahre 1941 erhielt die Freiwillige Feuerwehr von Romau eine Motorspritze.
Nach dem Ende des Zweiten Weltkrieges, der 22 Opfer unter den Bewohnern von Romau forderte, kam die Gemeinde wieder zur Tschechoslowakei zurück. Gleichzeitig mit den umliegenden Orten wurde am 28. Mai 1945 die Gemarkung von einer motorisierten Gruppe militanten Tschechen besetzt. Sie nahmen einige Geiseln, vertrieben die deutschen Bewohner und zuletzt die Geiseln über die Grenze nach Österreich. Laut dem Beneš-Dekret 108 wurde das Vermögen der deutschen Einwohner sowie das öffentliche und kirchliche deutsche Eigentum konfisziert und unter staatliche Verwaltung gestellt. Aufgrund der Nähe des Ortes zur österreichisch-tschechischen Grenze wurde der Ort im Jahre 1948 eingeebnet.

## Wappen und Siegel
In der zweiten Hälfte des 19. Jahrhunderts führte Romau einen bildlosen Gemeindestempel, welcher zwischen 1919 und 1938 zweisprachig war. Eine Abbildung eines früheren Gemeindesiegels konnte bis jetzt nicht gefunden werden.

## Bevölkerungsentwicklung
| Volkszählung | Einwohner gesamt | Volkszugehörigkeit der Einwohner | Volkszugehörigkeit der Einwohner | Volkszugehörigkeit der Einwohner |
| Jahr         | Einwohner gesamt | Deutsche                         | Tschechen                        | Andere                           |
| ------------ | ---------------- | -------------------------------- | -------------------------------- | -------------------------------- |
| 1880         | 430              | 430                              | 0                                | 0                                |
| 1890         | 431              | 431                              | 0                                | 0                                |
| 1900         | 419              | 419                              | 0                                | 0                                |
| 1910         | 385              | 385                              | 0                                | 0                                |
| 1921         | 324              | 300                              | 6                                | 18                               |
| 1930         | 264              | 233                              | 10                               | 21                               |

## Sehenswürdigkeiten
- Kapelle Hl. Johannes von Nepomuk